# Comunità territoriale di Baštečky
La Comunità territoriale rurale di Baštečky (in ucraino Баштечківська сільська громада?) è una hromada ucraina, situata nel distretto di Uman' e nell'oblast' di Čerkasy. Il suo centro amministrativo è il villaggio di Baštečky.
L'area della comunità è di 185,5 km², e la popolazione è di 4 126 abitanti (dato del 2020).

## Suddivisioni

### Insediamenti di tipo rurale
- Kostjantynivka

### Villaggi
- Baštečky
- Korolivka
- Nahirna
- Ochmativ
- Pavlivka
- Pobijna
- Tynivka